# Nekromantik 2
Nekromantik 2 è un film del 1991 prodotto in modo semi-amatoriale da Jörg Buttgereit.

## Trama
Monika, giornalista che aveva seguito la sfortunata vicenda di Rob (suicida nel primo episodio), si interessa a tal punto da riesumarne la salma in avanzato stato decompositivo per portarla a vivere con lei. Nel frattempo la ragazza incontra colui che sarà il suo ragazzo vivente, un doppiatore di film a luci rosse, tuttavia tra lei e il corpo decomposto di Rob nasce un amore malato. Monika infatti attua dei rapporti sessuali con il suo ragazzo vivente sempre ritrovandosi adagiata su di esso, in modo da poter fantasticare immaginando il cadavere di Rob al posto del suo vivo partner. La ragazza si trova quindi di fronte all'assurdo dilemma se scegliere il fidanzato in vita o quello deceduto. Opta a malincuore verso il primo, facendo a pezzi il cadavere di Rob, apparentemente destinato alla discarica. Ma il giorno stesso, durante un rapporto sessuale con il suo ragazzo, l'indole necrofila di Monika prende il sopravvento, spingendola a decapitarlo brutalmente durante l'amplesso per sostituirne la testa con quella putrefatta di Rob. Il film si conclude con Monika in un ospedale che riceve la notizia di essere rimasta incinta.

## Distribuzione e successo commerciale
Così come tutti i lavori di Buttgereit, anche il sequel di Nekromantik resta al di fuori della distribuzione ufficiale. È stato a lungo proibito in Germania e tutt'oggi la diffusione non è consentita in Australia e Nuova Zelanda.
Nell'aprile del 2011 è stato pubblicata una versione speciale DVD in scatola rigida per il ventesimo anniversario del film. Il dvd è una versione uncut, ha una tiratura limitata di 666 pezzi ed i sottotitoli in italiano.